# Nagano Olympic Stadium
Nagano Olympic Stadium är en basebollarena i Nagano, Japan. Här hölls även invignings- och avslutningsceremonierna vid olympiska vinterspelen 1998.  Arenan tar 35 000 åskådare.
Arenan används som målgång vid årliga Nagano Olympic Commemorative Marathon.

### Fotnoter
1. ↑  1998 Winter Olympics official report. Arkiverad 7 juli 2010 hämtat från the Wayback Machine. Volume 2. p. 128.
2. ↑  Course Route Arkiverad 22 juli 2011 hämtat från the Wayback Machine.. Nagano Marathon. Läst 1 maj 2010.